# Boeing KC-97 Stratofreighter
Boeing KC-97 Stratofreighter — дальнемагистральный тяжёлый военно-транспортный самолёт, разработанный на базе бомбардировщиков Boeing B-29 и Boeing B-50.
— Экипаж: 5 человек
— Вместимость: 96 пассажиров или 35 000 кг груза
— Длина: 33,63 м
— Размах крыла: 43,05 м
— Высота: 11,66 м
— Площадь крыла: 164,3 м2
— Пустой вес: 37 648 кг
— Максимальный взлетный вес: 79 379 кг
— Двигатели: 4 х поршневых Pratt & Whitney R-4360 Wasp Major мощностью по 3500 л. с. каждый и 2 х турбореактивных General Electric J47-GE-23 мощностью по 2350 кгс каждый (только на KC-97L)
— Максимальная скорость: 604 км/ч
— Крейсерская скорость: 483 км/ч
— Дальность полета: 6920 км
— Потолок: 10 700 м